# Francisco Díaz (pintor)

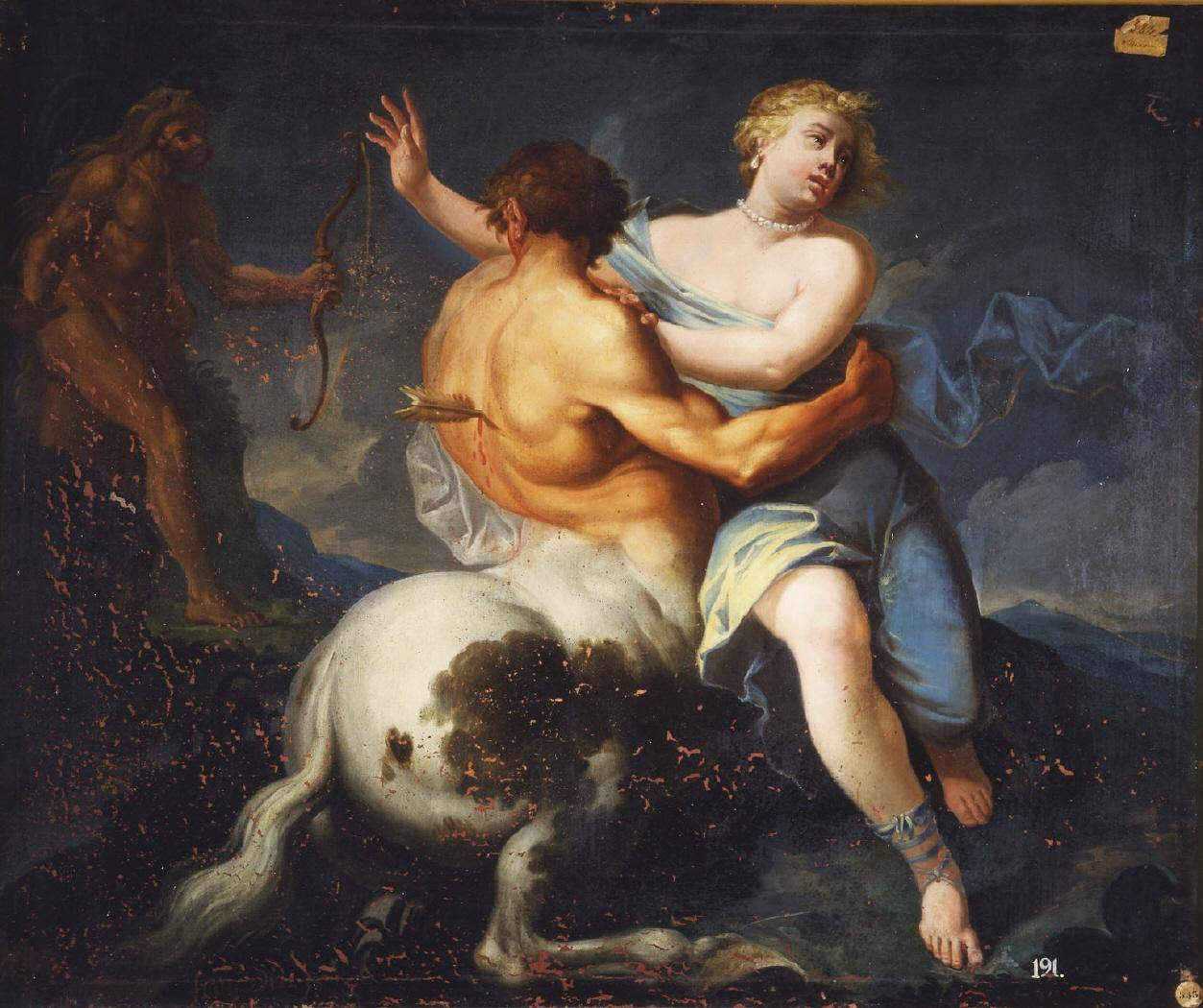
El rapto de Deyanira (Hércules, Deyanira y Neso), óleo sobre lienzo, 104 x 127 cm, Madrid, Real Academia de Bellas Artes de San Fernando.

Francisco Díaz de Herrera (Herrera del Duque, c. 1725-) fue un pintor español, alumno de la Real Academia de Bellas Artes de San Fernando.

## Biografía
Fue uno de los primeros discípulos de la Real Academia de Bellas Artes de San Fernando de Madrid. Tras su creación oficial, la Academia celebró su primera sesión el 12 de abril de 1752, en la que se convocó un concurso de pintura, escultura y arquitectura, fijando como tema para el premio de pintura de segunda clase «El robo de Deyanira por el centauro». La prueba de repente, resuelta en presencia de los académicos con un plazo de dos horas, tuvo por tema la expulsión de Adán y Eva del Paraíso y se celebró el domingo 16 de diciembre de 1653. En la junta del 23 de diciembre Francisco Díaz recibió el primer premio de segunda clase, consistente en una medalla de oro de una onza. Tenía, según indicaba la relación, 29 años en el momento de recibir el premio. Concurrió de nuevo a los premios del año 1755 otorgados en enero de 1756. En esta ocasión no se admitían óleos, sino dibujos a lápiz o a la aguada. En la prueba de pensado de primera clase, a la que se presentó Díaz, el tema propuesto era el de San Hermenegildo despojado de sus vestiduras y vestido como mendigo y en la prueba de repente Lot y sus hijas huyendo de Sodoma. Díaz recibió el segundo premio, por detrás de José del Castillo. Tanto estos dibujos como su cuadro del rapto de Deyanira se conservan en el museo de la Real Academia.